# Зонотрихии
Зонотри́хии, или подорожниковые вьюрки (лат. Zonotrichia), — род воробьиных птиц из семейства Passerellidae, ранее включался в семейство овсянковых.

## Классификация
В род включают 5 видов:
- Zonotrichia albicollis (J. F. Gmelin, 1789) — Белошейная зонотрихия, или белошейная воробьиная овсянка
- Zonotrichia atricapilla (J. F. Gmelin, 1789) — Чернобровая зонотрихия, или чернобровая овсянка
- Zonotrichia capensis (Müller, 1776) — Рыжегрудая зонотрихия
- Zonotrichia leucophrys (J. R. Forster, 1772) — Белоголовая зонотрихия
- Zonotrichia querula (Nuttall, 1840) — Северная зонотрихия